# 三沢 (豊根村)
三沢（みさわ）は、愛知県北設楽郡豊根村の大字である。

## 地理
豊根村の北部に位置し長野県下伊那郡天龍村、阿南町との境界を持つ。小字が設置されているが丁目は設定されていない。

### 河川
- 古真立川
  - 間黒川
    - 新井沢

  - 奥山川
  - 牧野島川
    - 船の沢川

### 小字
| - 字浅金（あさがね） - 字新井峠（あらいとうげ） - 字新井（あらい） - 字池ノ嶋（いけのしま） - 字石原（いしはら） - 字一ノ沢（いちのせ） - 字井戸沢（いどさわ） - 字芋ノ久保（いものくぼ） - 字乳母ケ嶋（うまがしま） - 字大草代（おおくさしろ） - 字大嶋（おおしま） - 字大菅（おおすが） - 字小川入（おがわいり） - 字カニヤクチ（かにやくち） - 字上折金入（かみおりがねいり） - 字上折金（かみおりがね） - 字上平（かみだいら） - 字上手（かみて） - 字上二ツ沢（かみふたつさわ） | - 字上舟ノ沢（かみふねのさわ） - 字久保貝津（くぼかいつ） - 字倉畑（くらはた） - 字桑原沢落合（くわはらざわおちあい） - 字桑原沢（くわはらざわ） - 字坂尻（さかじり） - 字下折金入（しもおりがねいり） - 字下折金（しもおりがね） - 字下地（しもじ） - 字下二ツ沢（しもふたつさわ） - 字下舟ノ沢（しもふねのさわ） - 字ス山（すやま） - 字関口（せきぐち） - 字高沢（たかざわ） - 字茶尾（ちゃお） - 字破魔弓場（はまゆば） - 字平栗（ひらくり） - 字平附（ひらふ） | - 字古田沢（ふるたざわ） - 字宝沢（ほうざわ） - 字宝（ほう） - 字牧（まき） - 字松葉（まつば） - 字水口（みずぐち） - 字峯（みね） - 字宮下（みやした） - 字明金（みょうがね） - 字森下（もりした） - 字門原（もんばら） - 字矢木沢（やぎさわ） - 字矢立山（やたてやま） - 字山下（やました） - 字山住（やまずみ） - 字用谷山（ようやさん） - 字横手（よこて） - 字六斗畑（ろくとばた） |

## 歴史
北設楽郡三沢村を前身とする。
1889年10月1日に三沢、上黒川、下黒川、古真立、坂宇場の各村が合併し豊根村となる。同日、三沢村廃止。

## 世帯数と人口
2015年（平成27年）10月1日現在の世帯数と人口は以下の通りである。
| 大字 | 世帯数 | 人口  |
| ---- | ------ | ----- |
| 三沢 | 74世帯 | 146人 |

### 人口の変遷
国勢調査による人口の推移
| 1995年（平成7年）  | 267人 | [ 5 ] |  |
| 2000年（平成12年） | 249人 | [ 6 ] |  |
| 2005年（平成17年） | 206人 | [ 7 ] |  |
| 2010年（平成22年） | 177人 | [ 8 ] |  |
| 2015年（平成27年） | 146人 | [ 2 ] |  |

## 施設
- 三沢簡易郵便局

## 交通
- 国道151号
  - 別所街道
- 長野県道・愛知県道74号阿南東栄線
- 愛知県道426号・静岡県道287号津具大嵐停車場線
- 愛知県道429号・静岡県道293号古真立佐久間線

## その他

### 日本郵便
- 郵便番号 : 449-0401[3]（集配局：豊根郵便局[9]）。

## 参考資料
- 「角川日本地名大辞典」編纂委員会 編『角川日本地名大辞典 23 愛知県』角川書店、1989年3月8日。ISBN 4-04-001230-5。
- 有限会社平凡社地方資料センター 編『日本歴史地名体系第23巻 愛知県の地名』平凡社、1981年。ISBN 4-582-49023-9。